# Lista de revistas científicas de medicina
Lista sobre revistas científicas de medicina.

## A
- AACN Clinical Issues
- Academic Emergency Medicine
- Academic Medicine (página oficial)
- Academic Radiology (página oficial)
- Academic Physician & Scientist (página oficial)
- ACIMED
- ACP Journal
- ACSM's Health & Fitness Journal (página oficial)
- Acta Anaesthesiologica Scandinavica
- Acta Cientifica Estudiantil (página oficial)
- Acta Neurologica Belgica (página oficial)
- Acta Neurologica Scandinavica
- Acta Orthopaedica (página oficial)
- Acta Orthopaedica et Traumatologica Turcica (página oficial)
- Acta Oto-Laryngologica (página oficial)
- Acta Otorhinolaryngologica Italica
- Acta Paediatrics
- Acta Pharmacologica Sinica
- Acta Psychiatrica Scandinavica
- Acta Radiologica
- Addictive Behavior
- Addictive Disorders and Their Treatment (página oficial)
- Advances in Anatomic Pathology (página oficial)
- Advances in Mind-Body Medicine
- Advances in Neurology
- Advances in Physiotherapy (página oficial)
- Advances in Renal Replacement Therapy
- Advances in Skin & Wound Care (página oficial)
- Advances in Therapy
- Aesthetic Surgery Journal (página oficial)
- African Journal of Pharmacy and Pharmacology
- AIDS (página oficial)
- Alimentary Pharmacology & Therapeutics (página oficial[ligação inativa])
- Alzheimer's Care Today (página oficial)
- Alzheimer Disease and Associated Disorders (página oficial)
- American Family Physician
- American Journal of Alzheimer's Disease and Other Dementias (página oficial)
- American Journal of Clinical Oncology (página oficial)
- American Journal of Emergency Medicine
- American Journal of Epidemiology
- American Journal of Gastroenterology
- American Journal of Hematology and Oncology (página oficial)
- American Journal of Hospice and Palliative Medicine (página oficial)
- American Journal of Hypertension
- American Journal of Lifestyle Medicine (página oficial)
- American Journal of Medical Genetics
- American Journal of Medical Quality (página oficial)
- American Journal of the Medical Sciences
- American Journal of Neuroradiology (página oficial)
- American Journal of Obstetrics and Gynecology
- American Journal of Physical Medicine & Rehabilitation (página oficial)
- American Journal of Public Health
- American Journal of Rhinology and Allergy (Oceansidepubl.com)
- American Journal of Roentgenology (published by American Roentgen Ray Society; (página oficial)
- American Journal of Sports Medicine (página oficial)
- American Journal of Surgery
- American Journal of Therapeutic Medicine (página oficial)
- American Journal of Translational Research (página oficial)
- The American Journal of Surgical Pathology (página oficial)
- Amyotrophic Lateral Sclerosis (página oficial)
- Anaesthesia
- Anesthesia and Analgesia (página oficial)
- Anesthesiology (página oficial)
- Annals of Emergency Medicine
- Annals of Family Medicine (página oficial)
- Annals of Human Biology
- Annals of Human Genetics
- Annals of Internal Medicine
- Annals of Medicine (página oficial)
- The Annals of Pharmacotherapy (página oficial)
- Annals of Plastic Surgery (página oficial)
- Annals of Surgery (página oficial)
- Annual Review of Medicine (published by Annual Reviews)
- Anti-Cancer Drugs (página oficial)
- Applied Immunohistochemistry & Molecular Morphology (página oficial)
- Apollo Medical Journals página oficial
- Archives of Dermatology
- Archives of Disease in Childhood
- Archives of Facial Plastic Surgery
- Archives of General Psychiatry
- Archives of Internal Medicine
- Archives of Neurology
- Archives of Ophthalmology
- Archives of Otolaryngology – Head & Neck Surgery
- Archives of Pediatrics & Adolescent Medicine
- Archives of Surgery
- Archives of Medicine
- Archives, The International Journal of Medicine (Intermedjournal.page.tl)
- Archivos de Medicina
- Archivo Médico Estudiantil Faustiniano
- Arteriosclerosis, Thrombosis, and Vascular Biology (página oficial)
- ASAIO Journal (página oficial)
- Asian Journal of Oral and Maxillofacial Surgery
- Asia-pacific Journal of Oncology & Hematology (APJOH) (página oficial)
- Audiological Medicine (página oficial)
- Aviation, Space, and Environmental Medicine (página oficial)

## B
- Behavioural Pharmacology (página oficial)
- BioEssays
- Biology of the Neonate
- BioMed Central
- Biomedical Imaging and Intervention Journal (página oficial)
- Biometrika
- Biopharmaceutics & Drug Disposition (página oficial)
- BioTechniques
- Blood
- Blood Coagulation and Fibrinolysis (página oficial)
- Blood Pressure Monitoring (página oficial)
- BMC Cancer
- BMC Medicine
- Brain
- Brain & Development
- Brain, Behavior, and Immunity (página oficial)
- Brazilian Journal of Medical and Biological Research
- Breast Cancer Research
- Breast Cancer Research and Treatment
- Breast Disease
- British Columbia Medical Journal
- British Journal of Anaesthesia
- British Journal of Cancer
- British Journal of Dermatology (página oficial)
- BJHCM: British Journal of Healthcare Management
- British Journal of Hospital Medicine
- British Journal of Industrial Medicine
- British Journal of Medical Practitioners (BJMP.org)
- British Journal of Obstetrics and Gynecology
- British Journal of Ophthalmology
- British Journal of Radiology
- British Journal of Sexual Medicine
- BJUI (former British Journal of Urology)
- British Medical Bulletin
- BMJ (British Medical Journal)
- Bulletin of the World Health Organization

## C
- CA – A Cancer Journal for Clinicians (página oficial)
- Calicut Medical Journal
- Canadian Journal of Emergency Medicine (página oficial)
- Canadian Medical Association Journal
- Cardiology (página oficial)
- Cardiology in Review (página oficial)
- Cephalalgia (página oficial)
- CIMEL: Ciencia e Investigación Medica Estudiantil Latinoamericana (página oficial)
- Circulation séries
  - Circulation (página oficial)
  - Circulation: Arrhythmia and Electrophysiology (página oficial)
  - Circulation: Cardiovascular Genetics (página oficial
  - Circulation: Heart Failure (página oficial)
  - Circulation: Cardiovascular Imaging (página oficial)
  - Circulation: Cardiovascular Interventions (página oficial)
  - Circulation: Cardiovascular Quality and Outcomes (página oficial
- Circulation Research (página oficial)
- Child Development («journal information». Consultado em 17 de janeiro de 2010)
- Clinical Advisor (Clinicaladvisor.com)
- Clinical Breast Cancer
- Clinical chemistry (Clinchem.org)
- Clinical Colorectal Cancer
- Clinical Gastroenterology and Hepatology (Sciencedirect.com)
- Clinical Genitourinary Cancer
- Clinical Leukemia
- Clinical Lung Cancer
- Clinical Lymphoma & Myeloma
- Clinical Ovarian Cancer
- Clinical Dysmorphology (página oficial)
- Clinical Journal of Sports Medicine (página oficial)
- Clinical Microbiology Reviews (CMR)
- Clinical Neuropharmacology (página oficial)
- Clinical Nuclear Medicine (página oficial)
- Clinical Obstetrics and Gynecology (página oficial)
- Clinical Pulmonary Medicine (página oficial)
- Clinical Science
- Clinical Toxicology (Informapharmascience.com)
- Cognitive and Behavioral Neurology (página oficial)
- Contemporary Clinical Trials (Sciencedirect.com)
- Contemporary Surgery («Contemporary Surgery - Medical journal for surgery». Consultado em 17 de janeiro de 2010)
- CONTINUUM (página oficial)
- Contraception («Home». Consultado em 17 de janeiro de 2010)
- Cornea (página oficial)
- Coronary artery disease (página oficial)
- Cortlandt Forum (Cortlandtforum.com)
- Critical Care Medicine (página oficial)
- Critical Pathways in Cardiology (página oficial)
- Critical Reviews in Microbiology Informpharmascience.com)
- Critical Reviews in Toxicology Informpharmascience.com)
- Current Medical Research and Opinion (CMRO) (CMROjournal.com)
- Current Opinion séries
  - Current Opinion in Allergy and Clinical Immunology (página oficial)
  - Current Opinion in Anaesthesiology (página oficial)
  - Current Opinion in Cardiology (página oficial)
  - Current Opinion in Clinical Nutrition and Metabolic Care (página oficial)
  - Current Opinion in Critical Care (página oficial)
  - Current Opinion in Endocrinology, Diabetes and Obesity (página oficial)
  - Current Opinion in Gastroenterology (página oficial)
  - Current Opinion in HIV and AIDS (página oficial)
  - Current Opinion in Hematology (página oficial)
  - Current Opinion in Infectious Diseases (página oficial)
  - Current Opinion in Internal Medicine (página oficial)
  - Current Opinion in Lipidology (página oficial)
  - Current Opinion in Nephrology and Hypertension (página oficial)
  - Current Opinion in Neurology (página oficial)
  - Current Opinion in Obstetrics and Gynecology (página oficial
  - Current Opinion in Oncology (página oficial)
  - Current Opinion in Ophthalmology (página oficial)
  - Current Opinion in Organ Transplantation (página oficial)
  - Current Opinion in Otolaryngology & Head and Neck Surgery (página oficial)
  - Current Opinion in Pediatrics (página oficial)
  - Current Opinion in Psychiatry (página oficial)
  - Current Opinion in Pulmonary Medicine (página oficial)
  - Current Opinion in Rheumatology (página oficial)
  - Current Opinion in Supportive and Palliative Care (página oficial)
  - Current Opinion in Urology (página oficial)
- Current Orthopaedic Practice (página oficial)
- Current Sports Medicine Reports (página oficial)
- Cutaneous and Ocular Toxicology (Informapharmascience.com)

## D
- Daru-Journal of Faculty of Pharmacy
- Deutsche Medizinische Wochenschrift
- Diabetes
- Diabetes Care
- Diabetes/Metabolism: Research and Reviews (Interscience.wiley.com)
- Diagnostic Molecular Pathology (página oficial)
- Disaster Medicine and Public Health Preparedness (página oficial)
- Drug and Alcohol Dependence
- Dutch Journal of Medicine (NTGV.nl)

## E
- e-cancer medical science («ecancermedicalscience home». Consultado em 17 de janeiro de 2010. Published by European Institute of Oncology.)
- Ear and Hearing (página oficial)
- Emergency Medicine Australasia (Blackwellpublishing.com)
- Emergency Medicine Journal (EMJ)
- Emergency Medicine News (página oficial)
- Endocrinology
- Epidemiology (página oficial)
- Epilepsy Currents
- Epileptic Disorders
- European Journal of Cancer Prevention (página oficial)
- European Journal of Cardiovascular Prevention & Rehabilitation (página oficial)
- European Journal of Dermatology
- European Journal of Drug Metabolism and Pharmacokinetics
- European Journal of Emergency Medicine (página oficial)
- European Journal of Endocrinology («página oficial». Consultado em 17 de janeiro de 2010)
- European Journal of Epidemiology
- European Journal of Gastroenterology and Hepatology (página oficial)
- European Journal of General Practice (jInformahealthcare.com)
- European Journal of Neuroscience
- European Journal of Pain
- European Journal of Palliative Care
- European Journal of Pediatrics («página oficial». Consultado em 17 de janeiro de 2010)
- European Neuropsychopharmacology
- European Radiology (homepage)
- European Urology
- Evidence-Based Gastroenterology (página oficial)
- Evidence-Based Ophthalmology (página oficial)
- Exercise and Sport Sciences Reviews (página oficial)
- Experimental Gerontology (Elsevier.com)
- Expert Opinion on Biological Therapy
- Expert Opinion on Drug Delivery
- Expert Opinion on Drug Discovery
- Expert Opinion on Drug Metabolism & Toxicology
- Expert Opinion on Drug Safety
- Expert Opinion on Emerging Drugs
- Expert Opinion on Investigational Drugs
- Expert Opinion on Medical Diagnostics
- Expert Opinion on Pharmacotherapy
- Expert Opinion on Therapeutic Patents
- Expert Opinion on Therapeutic Targets
- Eye and Contact Lens: Science and Clinical Practice (página oficial)
- EPlasty

## F
- Family & Community Health (página oficial)
- Family Practice Management (AAFP.org)
- Fertility and Sterility («página oficial». Consultado em 17 de janeiro de 2010. Published by American Society for Reproductive Medicine.)
- Focus on Alternative and Complementary Therapies («página oficial». Consultado em 17 de janeiro de 2010. Arquivado do original em 23 de janeiro de 2009; editor-chefe Edzard Ernst)

## G
- Gastroenterology
- Genetics in Medicine (página oficial)
- Growth, Genetics, and Hormones (GGH; «página oficial». Consultado em 17 de janeiro de 2010)
- Gulf Journal of Dermatology and Venereology (GJDV.net)
- Gulf Journal of Oncology
- Gynecologic Oncology

## H
- Harefuah
- Health Care Management Review (página oficial)
- Health Data Matrix (página oficial)
- Health Physics («página oficial». Consultado em 17 de janeiro de 2010)
- Heart
- Heart Insight (Heartinsight.com)
- Hormone Research
- Hormone Research in Paediatrics («página oficial». Consultado em 17 de janeiro de 2010)
- Hot Topics in Cardiology (Hottopicsin.com )
- Hot Topics in Cardiometabolic Disorders (Hottopicsin.com )
- Hot Topics in Hypertension (Hottopicsin.com)
- Hot Topics in Neurology and Psychiatry (Hottopicsin.com )
- Hot Topics in Oncology (Hottopicsin.com)
- Hot Topics in Respiratory Medicine (Hottopicsin.com )
- Hot Topics in Viral Hepatitis (Hottopicsin.com )
- Howard Hughes Medical Institute Bulletin (HHMI.org)
- Human Psychopharmacology (Interscience.wiley.com)
- Human Reproduction («página oficial». Consultado em 17 de janeiro de 2010)
- Hypertension (página oficial)

## I
- Immunogenetics (Springerlink.com)
- Implant Dentistry (página oficial)
- Indian Journal of Anaesthesia
- Indian Journal of Dermatology
- Indian Journal of Dermatology, Venereology and Leprology
- Indian Journal of Medical Microbiology (página oficial)
- Indian Journal of Medical Sciences (Indianjmedsci.org)
- Indian Journal of Medical Specialities (IJMS.in)
- Indian Journal of Ophthalmology
- Indian Journal of Pharmacology (IJP-online.com)
- Infants and Young Children (página oficial)
- Infectious Diseases in Clinical Practice (página oficial)
- Innovations: Technology and Techniques in Cardiothoracic and Vascular Surgery (página oficial)
- Insuficiencia Cardiaca (Heart Failure) (Insuficienciacardiaca.org)
- Intergrative Cancer Therapies (página oficial)
- Internal Medicine Journal (Interscience.wiley.com[ligação inativa])
- International Anesthesiology Clinics (página oficial)
- International Clinical Psychopharmacology (página oficial)
- International Journal of Clinical and Experimental Medicine (IJCEM, IJCEM.com)
- International Journal of Clinical and Experimental Pathology («página oficial». Consultado em 17 de janeiro de 2010)
- International Journal of Molecular Epidemiology and Genetics (IJMEG.org)
- International Journal of Physiology, Pathophysiology and Pharmacology (IJPPP.org)
- International Journal of Geriatric Psychiatry
- International Journal of Gynecological Pathology (página oficial)
- International Journal of Gynaecology and Obstetrics
- International Journal of Health Science
- International Journal of Medical Sciences
- International Journal of Medicine, The (Intermedjournal.page.tl)
- International Journal of Psychoanalysis
- International Journal of Rehabilitation Research (página oficial)
- International Journal of Speech-Language Pathology (Informahealthcare.com)
- International Journal of Surgery
- International Ophthalmology Clinics (página oficial)
- Internet Journal of Medical Update (página oficial)
- Intervention («página oficial». Consultado em 17 de janeiro de 2010)
- Investigative Ophthalmology & Visual Science
- Investigative Radiology (página oficial)
- Israel Medical Association Journal
- Israel Journal of Psychiatry and Related Sciences

## J
- JAMA & Archives (publised by American Medical Association; «página oficial». Consultado em 17 de janeiro de 2010)
- JAMA & Archives Continuing Medical Education
- JAMA & Archives For The Media
- Journal of Acquired Immune Deficiency Syndromes (JAIDS)
- Journal of Addiction Medicine (página oficial)
- Journal of the American Academy of Pediatrics
- Journal of the American Academy of Psychoanalysis and Dynamic Psychiatry
- Journal of American Physicians and Surgeons (formerly the Medical Sentinel, magazine of the conservative Association of American Physicians and Surgeons)
- The Journal of Applied Research in Clinical and Experimental Therapeutics («página oficial». Consultado em 17 de janeiro de 2010)
- Journal of Bone and Joint Surgery
- Journal of Bronchology ( página oficial)
- Journal of Burn Care & Research (página oficial)
- Journal of Cancer (página oficial)
- Journal of Cardiopulmonary Rehabilitation and Prevention (JCRP) (página oficial)
- Journal of Cardiovascular Medicine (página oficial)
- Journal of Cardiovascular Pharmacology (página oficial)
- Journal of Clinical Endocrinology and Metabolism
- Journal of Clinical Engineering (página oficial)
- Journal of Clinical Epidemiology
- Journal of Clinical Gastroenterology (página oficial)
- Journal of Clinical Investigation
- Journal of Clinical Oncology
- Journal of Clinical Neuromuscular Disease (página oficial)
- Journal of Clinical Neurophysiology (página oficial)
- Journal of Clinical Psychopharmacology (página oficial)
- Journal of Clinical Sleep Medicine (JCSM; «página oficial». Consultado em 17 de janeiro de 2010)
- Journal of Computer Assisted Tomography (página oficial)
- Journal of Developmental & Behavioral Pediatrics (página oficial)
- Journal of Epidemiology and Community Health
- Journal of Experimental Medicine
- Journal of Gynecological Surgery (Liebertpub.com)
- Journals of Gerontology (Biomed.gerontologyjournals.org)
- Journal of Glaucoma (página oficial)
- Journal of Hypertension (página oficial)
- Journal of Immunology
- Journal of Immunotherapy (página oficial)
- Journal of Infection in Developing Countries
- Journal of Investigative Dermatology
- Journal of Investigative Medicine (página oficial)
- Journal of Laryngology and Voice (página oficial)
- Journal of Lower Genital Tract Disease (página oficial)
- Journal of Medicine
- Journal of Medical Biography
- Journal of Medical Case Reports
- Journal of Medical Genetics
- Journal of Medical Practice Management
- Journal of Microencapsulation
- Journal of Minimally Invasive Gynecology («página oficial». Consultado em 17 de janeiro de 2010)
- Journal of Neuro-Ophthalmology (página oficial)
- Journal of Neurologic Physical Therapy (página oficial)
- Journal of Neuropathology & Experimental Neurology (página oficial)
- Journal of Neurosurgical Anesthesiology (página oficial)
- Journal of Occupational and Environmental Medicine
- Journal of Oncology Practice
- Journal of Orthopaedic Trauma (página oficial)
- Journal of Patient Safety (página oficial)
- The Journal of Pediatrics
- Journal of Pediatric Gastroenterology and Nutrition
- Journal of Pediatric Endocrinology and Metabolism
- Journal of Pediatric Hematology/Oncology (página oficial)
- Journal of Pediatric Orthopaedics (página oficial)
- Journal of Pediatric Orthopaedics B (página oficial)
- Journal of Pelvic Medicine & Surgery (página oficial)
- Journal of Pharmacovigilance and Drug Safety ([ISSN 0972–8899])
- Journal of Pineal Research (Blackwellpublisching.com)
- Journal of Postgraduate Medicine
- Journal of Prosthetics and Orthotics (página oficial)
- Journal of Psychiatric Practice (página oficial)
- Journal of Public Health Management and Practice (página oficial)
- Journal of Reproductive Immunology («página oficial». Consultado em 17 de janeiro de 2010)
- Journal of Reproductive Medicine («página oficial». Consultado em 17 de janeiro de 2010)
- Journal of Spinal Disorders & Techniques (página oficial)
- Journal of Studies on Alcohol (JSAD.com)
- Journal of Studies on Alcohol and Drugs (JSAD)
- Journal of Surgical Education
- Journal of Thoracic Imaging (página oficial)
- Journal of Thoracic Oncology (página oficial)
- Journal of the American Academy of Physician Assistants (JAAPA.com)
- Journal of the American College of Cardiology ((http://content.onlinejacc.org/))
- Journal of the American College of Radiology (JACR.org)
- Journal of the American Geriatrics Society
- Journal of the American Medical Association
- Journal of the American Osteopathic Association
- Journal of the National Medical Association (published by National Medical Association; (Nmanet.org)
- The Journal of the Trauma (página oficial)
- Journal of the Royal Society of Medicine (JRSM)
- Journal of Burns and Wounds (2002–2008; now EPlasty)

## L
- The Lancet (página oficial)
- Lancet Oncology (página oficial)
- The Laryngoscope (página oficial)
- Logopedics Phoniatrics Vocology (página oficial)
- Läkartidningen (página oficial)
- Life Sciences and Medicine Research (página oficial)

## M
- Malta Medical Journal MMJ-web.org
- Mayo Clinic Proceedings
- McGill Journal of Medicine
- Medical Journal Armed Forces India (Medind.nic.in)
- The Medical Journal of Australia
- Medical Law International
- The Medical Letter on Drugs and Therapeutics
- Medical Care (página oficial)
- Medical Channel
- Medicine (página oficial)
- Medicine & Science in Sports & Exercise (página oficial)
- Medicine, Conflict and Survival
- Melanoma Research (página oficial)
- Menopause (página oficial)
- Mens Sana Monographs (página oficial)
- Molecular medicine
- Monthly Prescribing Reference (EMPR.com)
- Movement Disorders (Interscience.wiley.com[ligação inativa])
- Mount Sinai Journal of Medicine

## N
- NAJMS: The North American Journal of Medicine and Science
- National Medical Journal of India
- Nature Clinical Practice Cardiovascular Medicine
- Nature Clinical Practice Endocrinology and Metabolism («página oficial». Consultado em 17 de janeiro de 2010)
- Nature Clinical Practice Gastroenterology and Hepatology
- Nature Clinical Practice Nephrology
- Nature Clinical Practice Neurology
- Nature Clinical Practice Oncology
- Nature Clinical Practice Rheumatology
- Nature Clinical Practice Urology
- Nature Medicine
- Nature Neuroscience
- Nature Reviews Cancer
- Nature Reviews Immunology
- Nature Reviews Microbiology
- Nature Reviews Molecular Cell Biology
- Nature Reviews Neuroscience
- Nederlands Tijdschrift voor Geneeskunde (NTGV.nl)
- Nephrology Times (página oficial)
- Neuroanatomy (Neuroanatomy.org)
- Neurology
- Neurology India (Neurologyindia.com)
- Neurogastroenterology & Motility (Interscience.wiley.com[ligação inativa])
- Neurology Now (página oficial)
- NeuroReport (página oficial)
- Neuroscience Bulletin
- Neurosurgery (página oficial página oficial)
- Neurosurgery Quarterly (página oficial)
- New England Journal of Medicine
- New Zealand Medical Journal
- New Zealand Medical Student Journal
- Nigerian Medical Journal («página oficial». Consultado em 17 de janeiro de 2010)
- Nurse practitioners' prescribing reference (NPPR)  («página oficial». Consultado em 17 de janeiro de 2010)
- Nuclear Medicine Communications (página oficial)
- Nutrition Today (página oficial)

## O
- Obstetric Anesthesia Digest (página oficial)
- Obstetrical and Gynecological Survey (página oficial)
- Obstetrics and gynaecology ()
- Obstetrics and Gynecology Clinics of North America
- Oncology Nursing News (Oncologynursingnews.com)
- Oncology Times (página oficial)
- Oncology Times UK (página oficial)
- Ophthalmic Plastic and Reconstructive Surgery (página oficial)
- Ophthalmology. (http://www.ophsource.org/periodicals/ophtha/home OPHsource.org])
- Optometry and Vision Science (página oficial)
- Otology & Neurotology (página oficial)

## P
- Paediatric Nursing
- Pancreas (página oficial)
- Pathology Case Review (página oficial)
- Pathologica
- Paediatrics
- PAPR
- Pediatric Critical Care Medicine (página oficial)
- Pediatric Emergency Care (página oficial)
- Pediatric Physical Therapy (página oficial)
- Pediatric Research (página oficial)
- Pediatrics in Review
- Perspectivas Médicas (página oficial)
- Pharmacoepidemiology and Drug Safety (Interscience.wiley.com)
- Pharmacogenetics and Genomics (página oficial)
- Plastic & Reconstructive Surgery (página oficial)
- PLoS Medicine
- PLoS Neglected Tropical Diseases
- Le Practicien en Anesthésie Réanimation
- Point of Care (página oficial)
- Prenatal Diagnosis (Interscience.wiley.com)
- Professional Case Management (página oficial)
- Psychiatric Genetics (página oficial)
- Psycho-Oncology (Interscience.wiley.com)
- Psychosomatic Medicine (página oficial)
- Public Health

## Q
- QJM: An International Journal of Medicine
- Quality Management in Healthcare (página oficial)

## R
- RadioGraphics (Radiographics.rsna.org)
- Radiology (Radiology.rsna.org)
- Radiology Case Reports
- Rejuvenation Research
- Real Living with Multiple Sclerosis (página oficial)
- Renal and Urology News (Renalandurologynews.com)
- Regional Anesthesia and Pain Medicine (página oficial)
- Retina (página oficial)
- Retinal Cases & Brief Reports (página oficial)
- Reviews in Medical Microbiology (página oficial)
- Reviews in Medical Virology (Interscience.wiley.com)
- Revista ANACEM (Revista.anacem.cl)
- Revista de la Sociedad Medico-Quirurgica del Hospital de Emergencia Perez de Leon (Imbiomed.com)
- Revista Peruana de Medicina Experimental y Salud Pública (INS.gob.pe)

## S
- Scandinavian Journal of Clinical and Laboratory Investigation (Informahealthcare.com)
- Scandinavian Journal of Infectious Diseases (Informahealthcare.com)
- Scandinavian Journal of Occupational Therapy (Informahealthcare.com)
- Scandinavian Journal of Primary Health Care (Informahealthcare.com)
- Scandinavian Journal of Rheumatology (Informahealthcare.com)
- Scandinavian Journal of Urology and Nephrology (Informahealthcare.com)
- Scientia Pharmaceutica (Scipharm.at)
- SHOCK (página oficial)
- Sexually Transmitted Diseases (página oficial)
- Sexually Transmitted Infections
- Simulation in Healthcare (página oficial)
- Sociology of Health & Illness
- South African Family Practice Journal
- South African Medical Journal
- Southern Medical Journal (página oficial)
- Solapur Medical Journal
- Spine (página oficial)
- Sports Medicine
- Sports Medicine and Arthroscopy Review (página oficial)
- Statistical Methods in Medical Research
- Statistics in Medicine
- Strength and Conditioning Journal (página oficial)
- Stroke
- Sports Medicine and Arthroscopy Review (página oficial)
- Surgical Endoscopy
- Surgical Laparoscopy Endoscopy & Percutaneous Techniques (página oficial)
- Survey of Anesthesiology (página oficial)
- Swiss Medical Weekly (página oficial)

## T
- TAF Preventive Medicine Bulletin (Tafmed.org)
- Techniques in Foot and Ankle Surgery (página oficial)
- Techniques in Hand and Upper Extremity Surgery (página oficial)
- Techniques in Knee Surgery (página oficial)
- Techniques in Ophthalmology (página oficial)
- Techniques in Orthopaedics (página oficial)
- Techniques in Shoulder and Elbow Surgery (página oficial)
- The American Journal of Dermatopathology (página oficial)
- The American Journal of Forensic Medicine and Pathology (página oficial)
- The American Journal of Geriatric Psychiatry (página oficial)
- The American Journal of Surgical Pathology (página oficial)
- The American Journal of the Medical Sciences (página oficial)
- The Cancer Journal (página oficial)
- The Clinical Journal of Pain (página oficial)
- The Endocrinologist (página oficial)
- The Health Care Manager (página oficial)
- The Hearing Journal (página oficial)
- The Indian Anaesthetists' Forum (página oficial)
- The International Journal of Medical Robotics and Computer Assisted Surgery (Interscience.wiley.com)
- The International Journal of Medicine (Intermedjournal.page.tl)
- The Journal of Ambulatory Care Management (página oficial
- The Journal of Craniofacial Surgery (página oficial
- The Journal of ECT (página oficial
- The Journal of Gene Medicine ((Interscience.wiley.com)
- The Journal of Head Trauma Rehabilitation (página oficial)
- The Journal of Nervous and Mental Disease (página oficial)
- The Journal of Strength and Conditioning Research (página oficial)
- The Journal of Trauma (página oficial)
- The Medical Journal of Australia
- The Medical Letter on Drugs and Therapeutics
- The Neurologist página oficial)
- The New Iraqi Journal of Medicine
- The Nishtar Medical Journal (NMJ.com.pk)
- The Pediatric Infectious Disease Journal (página oficial)
- Therapeutic Drug Monitoring (página oficial)
- The ScientificWorldJournal
- Tissue Engineering and Regenerative Medicine (página oficial Interscience.wiley.com)
- Topics in Clinical Nutrition (página oficial)
- Topics in Geriatric Rehabilitation (página oficial)
- Topics in Language Disorders (página oficial)
- Topics in Magnetic Resonance Imaging (página oficial)
- Transplantation (página oficial)
- Transactions of the Royal Society of Tropical Medicine and Hygiene (Sciencedirect.com)
- Topics in Laparo Endoscopy ()
- Trends in Molecular Medicine
- Trillium Report

## U
- Ultrasound Quarterly (página oficial)

## W
- World Allergy Organization Journal (página oficial)

### Alergologia
- Allergy
- Allergy Asthma Proceedings
- Annual of Allergy and Asthma Immunology
- Annals of Allergy
- Clinical & Experimental Allergy
- Clinical Review of Allergy Immunology
- Contact Dermatitis
- European Journal of Allergy & Clinical Immunology
- International Archives of Allergy and Immunology
- Journal of Allergy Clinical Immunology
- Pediatric Allergy and Immunology
- Journal of Asthma
- World Allergy Organization Journal (página oficial)
- West African Journal of Assisted Reproduction ()

### Anestesiologia
- Acta Anaesthesiologica Scandinavica
- Anaesthesia
- Anesthesia & Analgesia
- Anesthesiology
- British Journal of Anaesthesia
- Canadian Journal of Anaesthesia
- Clinical Journal of Pain
- European Journal of Pain
- Journal of Clinical Monitoring
- International Anesthesiology Clinics
- Le Practicien en Anesthésie Réanimation
- Pain
- Regional Anesthesia and Pain Medicine
- Revista Brasileira de Anestesiologia

### Psiquiatria
- Archives of General Psychiatry
- Molecular Psychiatry
- American Journal of Psychiatry
- Schizophrenia Bulletin
- British Journal of Psychiatry
- Biological Psychiatry
- Schizophrenia Research
- Journal of Clinical Psychiatry
- Neuropsychopharmacology
- Journal of Psychopharmacology (JOP.sagepub.com)
- Sleep

### Toxicologia
- Journal of Applied Toxicology
- The Journal of Toxicological Sciences
- Toxicology